# Čunasta kost (stopalo)
Čunasta kost (lat. os naviculare) je kost nožja koja ima oblik čuna i nalazi se između gležanjske kosti i triju klinastih kosti. 
Prednja strana čunaste kosti sadrži zglobne ploštine za:
- medijalnu klinastu kost (lat. os cuneiforme mediale)
- srednju klinastu kost (lat. os cuneiforme intermedium)
- lateralnu klinatsu kost (lat. os cuneiforme laterale)

Lateralna strana sadrži zglobnu ploštinu za kockastu kost (lat. os cuboideum).
Stražnja strana čunaste kosti sadrži zglobnu ploštinu za gležanjsku kost. 
Na čunastoj kosti, prema tabanu nalazi se izbočina tuberositas ossis navicularis (lat.). 
Čunastu kost u stopalu, treba ralikovati od čunaste kosti u šaci (lat. os scaphoideum).